# برایان Duensing
برایان Duensing (انگلیسی: Brian Duensing؛ زادهٔ ۲۲ فوریهٔ ۱۹۸۳) بازیکن بیس‌بال اهل ایالات متحده آمریکا است.
وی در مسابقات کشوری و بین‌المللی در مجموع برندهٔ ۱ مدال طلا، ۱ مدال برنز شده‌است.